# 루실 영

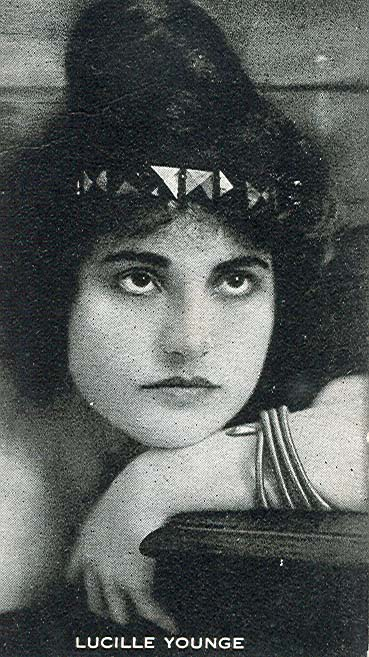

루실 영(Lucille Young, 1892년 1월 1일 ~ 1934년 8월 2일)은 프랑스의 배우, 영화배우이다.
리옹에서 태어났으며 로스앤젤레스에서 사망하였다.

## 영화
- 스윗 키티 벨라이스 (1916년)
- 나르는 어뢰 (1916년)